# Терновский, Алексей Григорьевич
Алексей Григорьевич Терновский (1792—1852) — доктор медицины, адъюнкт-профессор Московского университета. Статский советник.

## Биография
Родился в 1792 году в Москве в семье священника. Учился в Московской славяно-греко-латинской академии, где отличался успехами в древней словесности, философии и богословии. Курс в академии окончил в 1812 году, перед самым нашествием французов. Под влиянием лекций по медицине, читавшихся в академии профессором Е. О. Мухиным, решил выбрать профессию врача.
В 1814 году поступил на медицинский факультет Московского университета, где обратил на себя внимание профессоров, особенно Мудрова и Мухина, своими дарованиями и усердием. Окончил университет в 1819 году со степенью лекаря. Ему было разрешено, во внимание к оказанным им успехам, тотчас же экзаменоваться для получения степени доктора медицины, но он воспользовался этим разрешением только в 1821 году, когда представил диссертацию: «De morbis nervoruru in genere et in specie de prosoplagia» и защитил её в присутствии совета университета. Ещё до получения докторской степени ему поручена была должность лектора анатомии и надзирателя при медицинском институте, открытом при университете в 1820 году.
Тогда, же на него, совместно с прозектором Гумбургом, возложена была обязанность производить вскрытие и освидетельствование, согласно судебной медицине, трупов, доставляемых из полиции. В 1821 году Терновский был назначен исправляющим должность секретаря врачебного отделения. В 1827 году он был произведён в адъюнкты анатомии и назначен помощником при профессоре Х. И. Лодере. Тогда он издал для своих слушателей конспективную программу своих лекций под заглавием «Brevis explicatio anatomica structurae osseae sceleti gumani» (Москва 1827). Кроме того, им издано сочинение, заслужившее похвальный отзыв французских ученых: «De methodo cadevri operiendi ac sedes morborum causasque mortis in corpore mortuo investigaudi» (Москва 1829); сочинение это является результатом наблюдений, которые Терновский сделал, вскрыв в течение 10 лет до 600 трупов.
С 1834 года Терновский кроме анатомии читал ещё диэтику по книге Вальдбрехта. В 1836 году поступил в университет любимый ученик Лодера, анатом Эйнбродт, и «при нем, — говорится в „Биографическом словаре профессоров Московского университета“, Терновский увидел себя излишним, и в 1836 году за реформой уволен из университета». По выходе в отставку Терновский занялся частной практикой. Он оказывал медицинскую помощь главным образом бедным слоям населения столицы. Состоял врачом Московской больницы для чернорабочих. Такая практика не могла доставить ему достаточного материального обеспечения, и ему вместе со своей семьей приходилось жить в постоянной нужде. Терновский много работал во время холеры 1830 и 1848 годов. Им сделано было первое в Москве вскрытие холерного трупа; но собранные им материалы и наблюдения он не успел привести в порядок и обработать. За труды во время холеры награждён был бриллиантовым перстнем, а в 1845 году получил чин статского советника. Терновский состоял также членом Физико-Медицинского общества. Умер в Москве 15 февраля 1852 года. Похоронен на Лазаревском кладбище (могила не сохранилась).